# Sophia Amalia (1650)
Sophia Amalia var ett linjeskepp i den dansk-norska flottan. Skeppet, som fick sitt namn efter den danske kungen Fredrik III:s fru Sofia Amalia, byggdes på Hovedøen i Christiania (nuvarande Oslo), under ledning av den engelske skeppsbyggaren James Robbins, och sjösattes 1650. Bestyckningen utgjordes av 108 kanoner av olika storlekar, uppställa på tre batteridäck.
Sophia Amalia kom till på uppdrag av kung Kristian IV, specifikt för att överträffa hans systersons, den engelske kungen Karl I:s, amiralsskepp Sovereign of the Seas. Vid sjösättningen var Sophia Amalia således ett av världens allra största örlogsfartyg, och det största linjeskeppet i Norden, en position hon skulle behålla fram till 1668, då det svenska regalskeppet Kronan sjösattes. Skeppet deltog i krigen mot Sverige 1657–1660, men fick i övrigt en ganska händelsefattig karriär och var mycket sällan rustat. Hon utrangerades 1680 och höggs upp 1687.

## Galleri

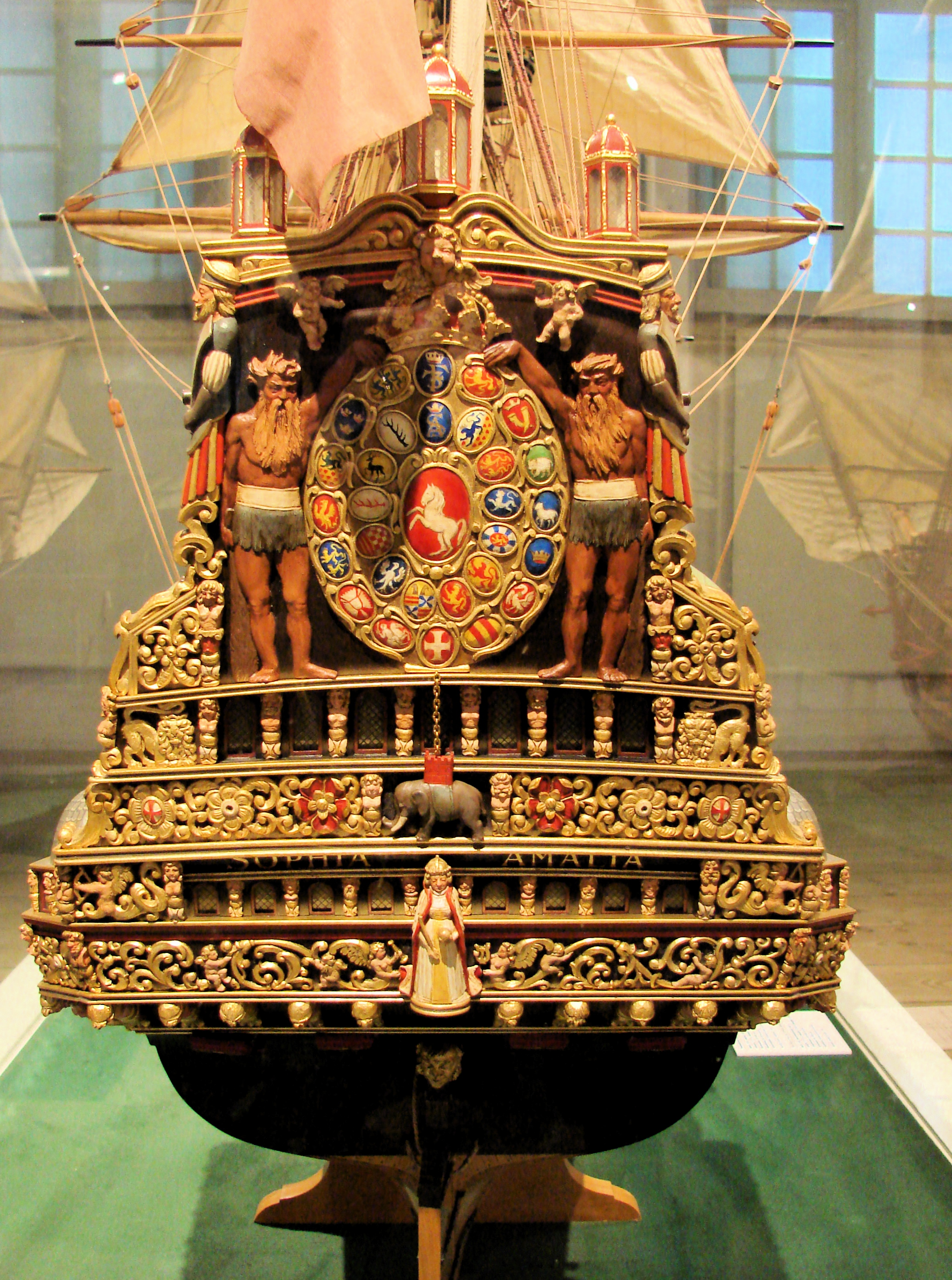
Sophia Amalias rikt utsmyckade akterspegel, vars översta del pryds av det dansk-norska riksvapnet. Detalj av modell i Orlogsmuseet (se. faktamallen till höger).